# Сілецький Валерій Петрович
Валерій Петрович Сілецький (нар. 12 січня 1942, Кіровоградська область, УРСР — пом. 4 квітня 2018) — радянський український футболіст, півзахисник.

## Життєпис
Професійно футболом розпочав займатися в Одесі під час навчання в технічному училищі. Грав у юнацькій команді «Одеського заводу сільськогосподарського машинобудування». Під час служби в армії виступав в клубній команді одеського СКА.
Влітку 1965 року на запрошенню тренера Абрама Лермана став гравцем миколаївського «Суднобудівника». Дебют Сілецького в команді «корабелів» відбувся в гостьовому матчі в Комунарську проти «Комунарця». У своїй третій грі в Нікополі з «Трубником» відкрив рахунок забитим м'ячам. Спочатку грав у нападі, але незабаром переведений на позицію правого півзахисника. Всього за 9 сезонів у «Суднобудівнику» провів у чемпіонатах СРСР 303 матчі, забив 57 голів. У 1968 році брав участь в перехідному турнірі за місце у вищій лізі. У 1969 році виходив на поле в півфінальному матчі Кубка СРСР проти львівських «Карпат». Ставав срібним (1971) та бронзовим (1973) призером чемпіонату УРСР. У 1973 році у віці 31 року після серйозної травми Сілецький був змушений завершити кар'єру гравця.
По завершенні кар'єри працював на заводі «Ніконд» спортивним інструктуром, потім у цеху слюсарем та зварником, а також близько 15 років — слюсарем на базі МФК «Миколаїв».

## Статистика в чемпіонатах СРСР
| Клуб                       | Сезон                     | Чемпіонат | Чемпіонат | Кубок | Кубок | Загалом | Загалом |
| Клуб                       | Сезон                     | Матчі     | Голи      | Матчі | Голи  | Матчі   | Голи    |
| -------------------------- | ------------------------- | --------- | --------- | ----- | ----- | ------- | ------- |
| «Суднобудівник» (Миколаїв) | 1965                      | 19        | 7         | 0     | 0     | 19      | 7       |
| «Суднобудівник» (Миколаїв) | 1966                      | 33        | 4         | 1     | 0     | 34      | 4       |
| «Суднобудівник» (Миколаїв) | 1967                      | 38        | 4         | 1     | 0     | 39      | 4       |
| «Суднобудівник» (Миколаїв) | 1968                      | 42        | 10        | 2     | 0     | 44      | 10      |
| «Суднобудівник» (Миколаїв) | 1969                      | 41        | 4         | 6     | 0     | 47      | 4       |
| «Суднобудівник» (Миколаїв) | 1970                      | 41        | 7         | 2     | 0     | 43      | 7       |
| «Суднобудівник» (Миколаїв) | 1971                      | 48        | 7         | —     | —     | 48      | 7       |
| «Суднобудівник» (Миколаїв) | 1972                      | 31        | 11        | —     | —     | 31      | 11      |
| «Суднобудівник» (Миколаїв) | 1973                      | 10        | 3         | —     | —     | 10      | 3       |
| «Суднобудівник» (Миколаїв) | Загалом                   | 303       | 57        | 12    | 0     | 315     | 57      |
| Усього за «Суднобудівник»  | Усього за «Суднобудівник» | 303       | 57        | 12    | 0     | 315     | 57      |
| Усього за кар'єру          | Усього за кар'єру         | 303       | 57        | 12    | 0     | 315     | 57      |

## Сім'я
Дружина Надія Трохимівна. Син Валерія, Сергій Сілецький, також футболіст.
Дочки Тетяна й Христина.